# Horaga selina
Horaga selina är en fjärilsart som beskrevs av Smith 1895. Horaga selina ingår i släktet Horaga och familjen juvelvingar. Inga underarter finns listade i Catalogue of Life.

## Bildgalleri

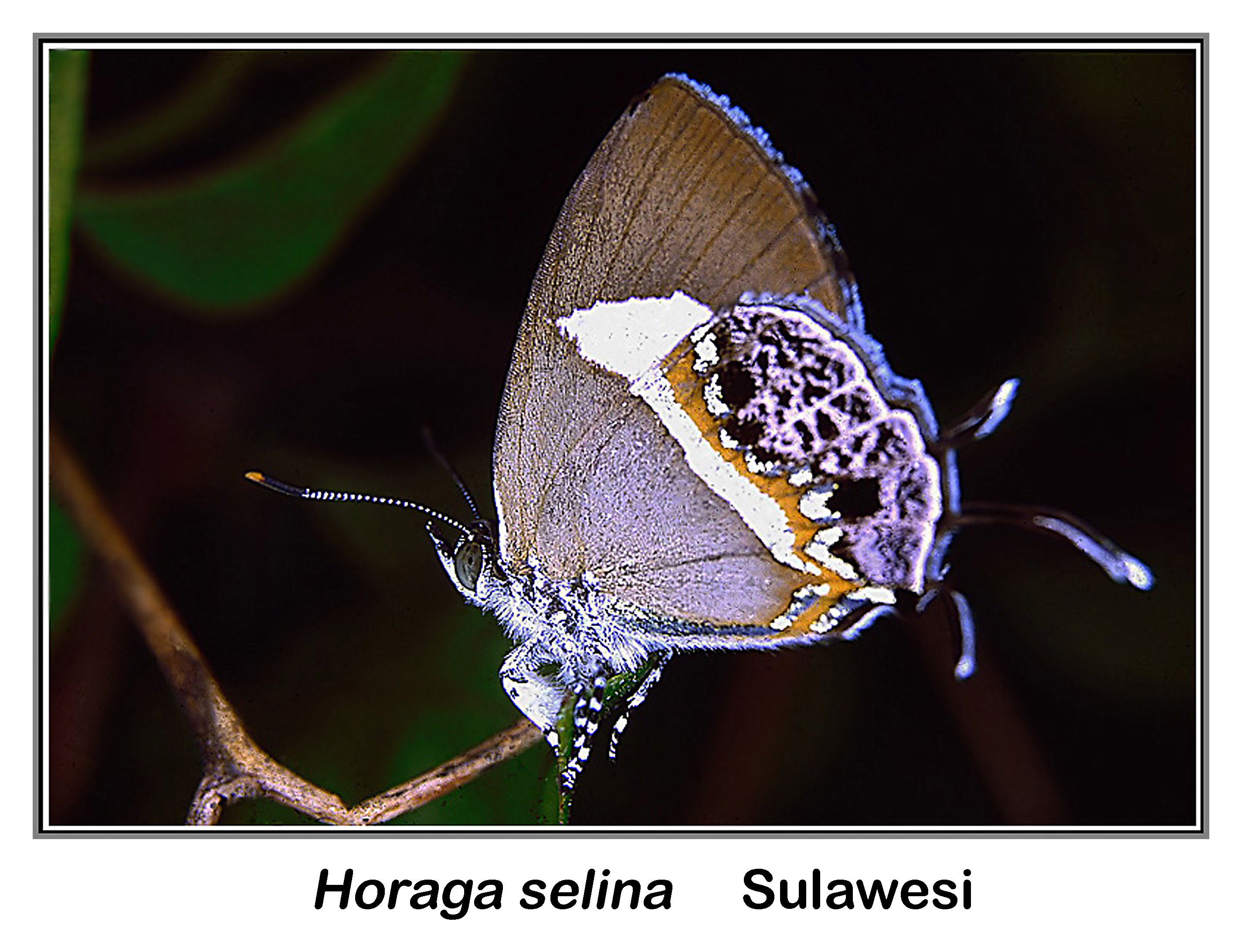
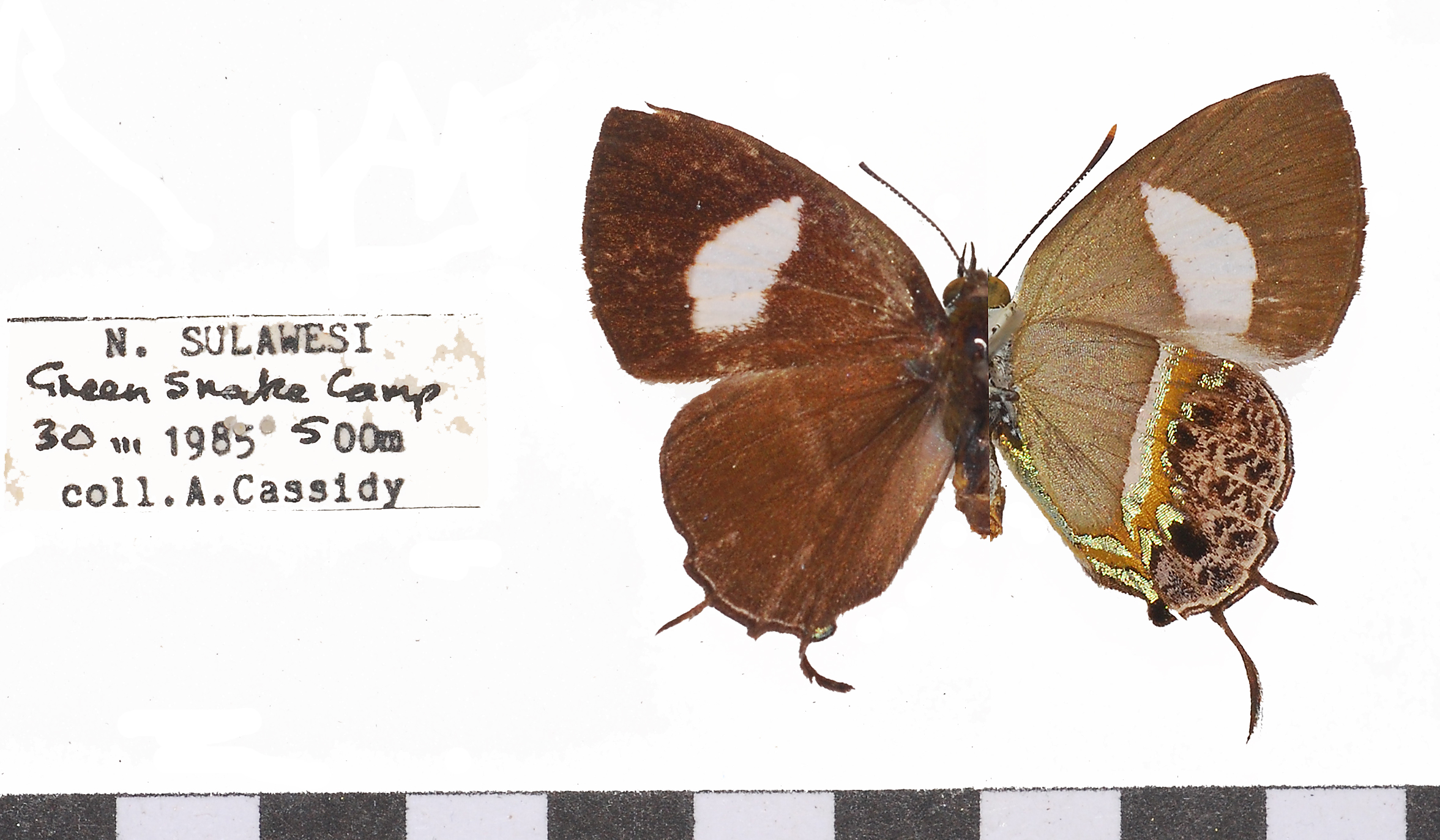